# Ермаково (Кирилловский район)
Ермаково — деревня в Кирилловском районе Вологодской области. Входит в состав Горицкого сельского поселения, с точки зрения административно-территориального деления — в Горицкий сельсовет.

## География
Расположено на автодороге Кириллов — Белозерск на берегу Остолоповского (Ермаковского) озера, в 7 км от Кириллова.
Географическое положение
Расстояние по автодороге до центра муниципального образования Гориц — 7 км. Ближайшие населённые пункты — Трофимово, Макутино, Щелково, Погорелово, Приозерье.

## Население
| 2010 |
| ---- |
| 0    |

По переписи 2002 года население — 5 человек.
- Жилой дом в Ермаково
- Жилые дома в Ермаково
- Дачи в Ермаково на берегу Остолоповского озера

## Инфраструктура
Личное подсобное хозяйство. Дачи на берегу озера.

## Транспорт
Автомобильный транспорт.